# 古川慎
古川慎（日语：／ Furukawa Makoto，1989年9月29日—）是一名日本男性聲優，熊本縣出身，原屬事務所是SPACE CRAFT，2018年8月31日宣布退出SPACE CRAFT成為自由身，退出後詳細安排並無講述。2018年12月1日宣布經紀公司為TOY'S FACTORY。

## 概要
- 在5歲時，因為憧憬綠川光在新機動戰記鋼彈W聲演希洛·唯的聲音而對成為聲優產生了興趣，在中學時代，開始在SKY PerfecTV!的動畫專門頻道中觀看動畫後喜歡上動畫[1]。
- 在高中時代，從朋友手上看到專門學校的宣傳單張上寫著綠川光會來當特別講師，想去試一下就在畢業後進入了聲優專門學校。
- 2011年聲演《武裝中學生》吉野智一角正式聲優出道。
- 在2012年曾經為PS3遊戲「白騎士物語」兼職演出過動作演員。
- 2016年7月起與同為聲優的小林裕介共同主持電台節目『萬物皆英雄! 肉膾與麻婆』。
- 2017年10月1日，在『古川慎 秋之豐收祭』發表2018年以歌手身份出道。
- 2018年4月，由Lantis發布個人首張同名SOLO出道專輯，專輯於同年7月4日發售。
- 2018年8月31日宣佈離開事務所SPACE CRAFT，經歷一段時間的自由身，在12月1日宣佈加盟TOYS FACTORY，同日宣佈與同事務所的聲優增田俊樹主持新的電台節目。該電台節目於2019年1月開始播放，名為『增田俊樹．古川慎的神明保佑研究所』

## 演出作品
※粗體字為擔任該作品之主要角色

### 電視動畫
2012年
- 銀魂'延長戰（門下生）
- 能量獸之戰獸旋戰鬥（吉歐、雷夫提、士兵）
- 心連·情結（男學生、不良）
- PSYCHO-PASS（青年）
- 黃昏乙女×失憶幽靈（男學生）
- DOG DAYS'（士兵、騎士）
- 向陽素描（良男）

2013年
- 靈裝戰士（斯寧·戈茲哈特）
- 神不在的星期天（門希姆）
- 黃金拼圖（男學生）
- 現視研 二代目（後輩）
- 青春紀行（多田万里）
- 我要成為世界最強偶像（觀眾）
- 科學超電磁砲S（斑目健治）
- 白色相簿2（柔道部員B、男大學生A、男學生B）
- 果然我的青春戀愛喜劇搞錯了。（男學生、ルーム長、赤組男子）
- 記錄的地平線（燈火、くすぶる閃電）

2014年
- M3〜其為黑鋼〜（男學生B）
- 如果折斷她的旗（學生B）
- 愛絲卡&羅吉的鍊金工房～黃昏天空之鍊金術士～（羅吉的親友）
- 精靈使的劍舞（風早神人）
- 東京闇鴉（職員）
- 愚者信長（吉爾）
- 諸神的惡作劇（男學生B）
- 排球少年！！（金田一勇太郎）
- 一週的朋友（同學）
- 風雲維新大將軍（霧子的哥哥）
- ALDNOAH.ZERO（筧至剛）
- 笑傲曇天（警官）
- 七大罪（古斯塔夫）

2015年
- 無頭騎士異聞錄 DuRaRaRa!!×2（箕作）
- ALDNOAH.ZERO 第2季（筧至剛）
- 純潔的瑪利亞（年輕人A）
- 四月是你的謊言（男學生）
- 果然我的青春戀愛喜劇搞錯了。續（總武高中學生、海濱高中學生）
- 在地下城尋求邂逅是否搞錯了什麼（米赫）
- 食戟之靈（二階堂圭明、石渡拓己、觀眾A）
- 惡魔高校D×D BorN（迪奧多拉·阿斯塔蒂）
- 亞爾斯蘭戰記（キルス、兵士）
- 御神樂學園組曲（湊川貞松）
- 若葉女孩（男子B）
- GATE 奇幻自衛隊 在彼方的土地，如斯的戰鬥（戶津大輔、機動隊員、無線）
- 下流梗不存在的灰暗世界（年輕人C、善導課領導人、男子C、警衛、學生A、布料成群成員C、善導課職員C）
- 無頭騎士異聞錄 DuRaRaRa!!×2 轉（箕作）
- Charlotte（男學生千田）
- 學園孤島（男學生B、學長）
- 落第騎士英雄譚（男子）
- 排球少年！！第二季（金田一勇太郎）
- 彗星·路西法（學院生）
- 一拳超人（埼玉）
- 機動戰士GUNDAM 鐵血的孤兒 第一期（維多）
- 高校星歌劇（學生）
- 對魔導學園35試驗小隊（天明路禮真）

2016年
- 疾走王子Alternative（籃球社）
- Active Raid－機動強襲室第八課－（貝努、警備員B）
- 百無禁忌！女高中生私房話（爆男）
- GATE 奇幻自衛隊 在彼方的土地，如斯的戰鬥 第2期（社會工作者、西元信士、魯夫魯斯）
- 舞武器·舞亂伎（伊格納特·波斯波羅斯）
- 美妙天堂（哈姆前輩）
- orange橘色奇蹟（須和弘人）
- 亞爾斯蘭戰記 風塵亂舞（士兵）
- TABOO TATTOO－禁忌咒紋－（赤塚正義）
- 半田君傳說（東野光太郎）
- 91Days（托倫科）
- Active Raid－機動強襲室第八課－ 2nd（木暮、貝努）
- 齊木楠雄的災難（旁白、眼鏡男、大哥哥幽靈、男性B、男學生B）
- 七大罪 聖戰的預兆（古斯塔夫）
- 數碼暴龍宇宙-應用怪獸（大空勇仁）
- 機動戰士GUNDAM 鐵血的孤兒 第二期（薩古·勞）
- 刀劍亂舞－花丸－（大俱利伽羅）
- TRICKSTER －來自江戶川亂步「少年偵探團」－（大友久）

2017年
- 新撰組鎮魂歌 二分之一（藤堂平助）
- ACCA13區監察課（比司吉）
- ONE PIECE「海軍超新星篇」（澤帕）
- 不正經的魔術講師與禁忌教典（萊涅爾）
- 櫻花任務（藤原）
- 月色真美（葛西陸）
- Fate/Apocrypha（紅之Rider）
- 活擊 刀劍亂舞（大俱利伽羅）
- 騎士&魔法（木場、矮人A、矮人、亞連）
- 猜謎王（戶塚光太郎）
- 將國戡亂記（薩卡納斯）
- NEW GAME!!（螞蟻黑）
- 名偵探柯南（赤星健吾）
- TSUKIPRO THE ANIMATION（神樂坂宗司）
- Dies irae（刑警B）
- 偶像大師SideM（阿斯蘭·別西卜II世）
- 動畫同好會（五門真人）
- 泥鯨之子們在沙地上歌唱（托比、男）

2018年
- 三麗鷗男子（松尾智）
- 續 刀劍亂舞－花丸－（大俱利伽羅）
- 霸穹 封神演義（哪吒）
- DARLING in the FRANXX（操縱士、七賢人、090、職員A）
- 惡魔高校D×D HERO（迪奧多拉·阿斯塔蒂）
- 飆速宅男 GLORY LINE（井瀨慎哉）
- 七大罪 戒律的復活（古斯塔夫）
- 我的英雄學院 第3期（肉倉精兒）
- 千銃士（馬哈茂德）
- Banana Fish（肖達·翁、張）
- 關於我轉生變成史萊姆這檔事（大鬼族→紅丸）
- 火之丸相撲（力士）
- Radiant（艾伊）
- 偶像大師 SideM 有理由Mini！（阿斯蘭·別西卜II世）
- 東京喰種:re 第2期（安浦晉三平）
- 工作細胞（鼻病毒）

2019年
- 輝夜姬想讓人告白～天才們的戀愛頭腦戰～（白銀御行）
- 一拳超人 第2期（埼玉）
- 機獸戰記 狂野爆發（卡爾K）
- 一弦定音！（堺通孝）
- 魔法水果籃（草摩潑春）
- 龍族拼圖（左之助）
- Dr.STONE 新石紀（大木大樹）
- 在地下城尋求邂逅是否搞錯了什麼II（米赫）
- 海盜戰記（耳、阿謝拉特傭兵團員、丹麥軍士兵、托魯克爾隊維京人）
- 鬼滅之刃（後藤）
- 卡片戰鬥!! 先導者 新右衛門篇（新導來武）
- 一弦定音！ 第2期（堺通孝）
- 星合之空（村上拓人）
- 機獸戰記 狂野爆發 ZERO（賓·布拉特）
- 非槍人生NO GUNS LIFE（柯爾特）

2020年
- 緣結熊本（前園正義、TV播報員）
- 空挺Dragons（菲伊）
- 排球少年！！TO THE TOP（金田一勇太郎）
- 籃球少年王（香取真吾）
- number24（内梨大成）
- 輝夜姬想讓人告白？～天才們的戀愛頭腦戰～（白銀御行）
- 夢夢貓（北田翔平）
- 魔法水果籃 第2期（草摩潑春）
- 啄木鳥偵探處（若山牧水）
- 炎炎消防隊 貳之章（歐棍·蒙哥馬利）
- 戀與製作人（凌肖）
- 魔王學院的不適任者～史上最強的魔王始祖，轉生就讀子孫們的學校～（萊歐斯·加隆·吉爾馮）
- 遊戲王SEVENS（間黑七海）
- 在地下城尋求邂逅是否搞錯了什麼III（米赫）
- 眾神眷顧的男人（田淵）
- IDOLiSH7 偶像星願-Second BEAT!（岡崎凜人）
- 憂國的莫里亞蒂（夏洛克·褔爾摩斯）
- 名偵探柯南（藤岡雄二）

2021年
- SHOW BY ROCK!! STARS!!（俐卡奧）
- 花樣滑冰Stars（流石井隼人）
- 賽馬娘 Pretty Derby Season 2（南坂、主治醫）
- 關於我轉生變成史萊姆這檔事 第2期（紅丸）
- Dr.STONE 新石紀 第2期（大木大樹）
- 灼熱卡巴迪（井浦慶）
- 憂國的莫里亞蒂 第2期（夏洛克·褔爾摩斯）
- 變身成黑辣妹之後就和死黨上床了。（千早瑠依）
- 關於我轉生變成史萊姆這檔事 轉生史萊姆日記（紅丸）
- 魔法水果籃 The Final（草摩潑春）
- 奇巧計程車（山本）
- MARS RED（魯弗斯·格倫）
- 86－不存在的戰區－（修雷·諾贊）
- 夢夢貓 Mix！（北田翔平）
- IDOLiSH7 偶像星願-Third BEAT!（岡崎凜人）
- TSUKIPRO THE ANIMATION 2（神樂坂宗司）
- 現實主義勇者的王國重建記（路德溫·亞克斯）
- RE-MAIN（江尻武一）
- 漂流少年（莊誠司）
- 吸血鬼馬上死（羅納德）
- VISUAL PRISON 視覺監獄（基爾提亞·布里翁）
- 境界戰機（リウ・フウ）

2022年
- 失格紋的最強賢者（ルカス）
- 幻想三國誌 -天元靈心記-（丁研）
- 白領羽球部（出雲尚弘）
- Love All Play（松田航輝）
- 輝夜姬想讓人告白-超級浪漫-（白銀御行）
- 青之蘆葦（高杉榮太）
- 泡泡糖忍戰（タイラー）
- Dr.STONE 新石紀 龍水（大木大樹）
- 在地下城尋求邂逅是否搞錯了什麼IV（米赫）
- 風都偵探( 照井龍 )
- 黑之召喚士（阿茲葛拉德·特萊申）
- 機動戰士GUNDAM 水星的魔女（沙迪克·澤內利、哈羅）
- 我想成為影之強者！（綁架犯）
- 飆速宅男 LIMIT BREAK（井瀨慎哉）
- BLEACH 千年血戰篇（片倉飛鳥）
- 呆萌酷男孩（五十嵐元晴）

2023年
- TechnoRoid 超越意志（凱特／一橋海翔）
- 吸血鬼馬上死2（羅納德）
- JoJo的奇妙冒險 石之海（里奇艾爾）
- 魔王學院的不適任者～史上最強的魔王始祖，轉生就讀子孫們的學校～II（萊歐斯·加隆·吉爾馮）
- 虛構推理（室井昌幸）
- 關於我在無意間被隔壁的天使變成廢柴這件事（藤宮修斗）
- 淪落者之夜（福爾摩斯）
- BLUE LOCK 藍色監獄（烏旅人）
- 輝夜姬想讓人告白-永不結束的初吻-（白銀御行）
- Dr.STONE 新石紀 NEW WORLD（大木大樹）
- Opus.COLORs 色彩高校星（榊知陽）
- 魔法少女毀滅者（御宅英雄）
- 地獄樂（山田淺右衛門衛善）
- 鬼滅之刃 刀匠村篇（後藤）
- 六道的惡女們（黑方）
- 藍色管弦樂（山田一郎）
- 寶可夢 地平線（斯琵奈爾）
- 魔法使的新娘 SEASON2（札凱羅尼）
- 轉生貴族的異世界冒險錄～不知自重的眾神使徒～（四天王A）
- 遊戲王GO RUSH（蒼月鮪人）
- 名偵探柯南（高橋和夫）
- 殭屍100～在成為殭屍前要做的100件事～（龍崎憲一朗）
- 間諜教室（威爾塔）
- 七魔劍支配天下（約瑟夫·歐布萊特）
- 撿走被人悔婚的千金，教會她壞壞的幸福生活（賽希爾王子）
- 重生者的魔法一定要特別（埃爾海姆）
- 戰鬥陀螺X（卡多巴）
- 堤亞穆帝國物語～從斷頭台開始，公主重生後的逆轉人生～（迪奧·阿萊亞）
- 賽馬娘 Pretty Derby Season 3（南坂）
- 神劍闖江湖－明治劍客浪漫譚－（志志雄真實）
- 我想成為影之強者！ 2nd season（綁架犯）

2024年
- 我獨自升級（犬飼晃）
- 如果30歲還是處男，似乎就能成為魔法師（柘植將人）
- BUCCHIGIRI?!（蛇走流）
- 肌肉魔法使-MASHLE- 神覺者候補選拔試驗篇（麥克斯·蘭德）
- 反派千金等級99～我是隱藏頭目但不是魔王～（羅納度）
- 刀劍亂舞 迴 -虛傳 燃燒的本能寺-（大俱利伽羅）
- 怪人的沙拉碗（鏑矢惣助）
- 王牌酒保 神之杯（凱文·陳）
- 關於我轉生變成史萊姆這檔事 第3期（紅丸）
- 怪獸8號（斑鳩亮）
- 鬼滅之刃 柱訓練篇（後藤）
- 小市民系列（堂島健吾）
- 杖與劍的魔劍譚（澤奧·托爾宙斯·萊茵波爾多）
- 黃昏光影（菊地原仁）
- 我的英雄學院 第7期（肉倉精兒）
- 擅長逃跑的殿下（足利直義）
- BLUE LOCK 藍色監獄 VS. U-20 JAPAN（烏旅人）
- 神劍闖江湖－明治劍客浪漫譚－ 京都動亂（志志雄真實）
- 重啟人生的千金小姐正在攻略龍帝陛下（里斯提亞德）

2025年
- 我獨自升級 Season 2 -Arise from the Shadow-（犬飼晃）
- Dr.STONE 新石紀 SCIENCE FUTURE（大木大樹）
- 紅戰士在異世界成了冒險者（アジール・アヌマ・ククジャ）
- 終末起點（格雷）
- 小市民系列 第2期（堂島健吾）
- LAZARUS 拉撒路（道格）
- MIRU 我的未來（／MIRU）
- 炎炎消防隊 參之章（歐棍·蒙哥馬利）
- 費馬的料理（廣瀨一太郎）
- 一拳超人 第3期（埼玉）
- 轉生惡女的黑歷史（基諾佛德·丹迪萊恩）

時期未定
- 29歲單身中堅冒險家的日常（東雲始）
- BLADE & BASTARD（伊亞瑪斯）
- 無自覺聖女今天也無意識地釋放力量（愛德華）

### 動畫電影
2013年
- AURA ～魔龍院光牙最後的戰鬥～（小林）

2014年
- 阿茹茉妮（日语：アルモニ）（後藤[61]）

2015年
- 秋之鼓點（林田尚人）
- 好想大聲說出心底的話。（岩木壽則）

2016年
- orange -未來-（須和弘人）

2017年
- 劇場版 FAIRY TAIL -DRAGON CRY-（阿尼姆斯）

2018年
- 劇場版Infini-T Force／飛鷹俠 再見了朋友（手帳の男）
- 機動戰士鋼彈NT（布力克·泰克拉特）

2022年
- BLUE THERMAL（南葉良平[62]）
- 電影版 奇巧計程車：撲朔謎林（山本）
- 特『刀劍亂舞-花丸-』～雪之卷～（大俱利伽羅）
- 怪盜皇后喜歡馬戲團（シャモン斎藤）
- 特『刀劍亂舞-花丸-』～月之卷～（大俱利伽羅）
- 劇場版 關於我轉生變成史萊姆這檔事 紅蓮之絆篇（紅丸[63]）

2024年
- Code Geass 奪回的Rozé（阿修[64]）
- 風都偵探 假面騎士Skull的肖像（照井龍[65]）
- 永遠的大和號 REBEL3199 第二章 赤日之出擊（阿爾馮[66]）

2025年
- 永遠的大和號 REBEL3199 第三章 群青的小行星（阿爾馮[67]）
- 永遠的大和號 REBEL3199 第四章 水色的少女（阿爾馮[68]）

2026年
- 劇場版 關於我轉生變成史萊姆這檔事 蒼海之淚篇（紅丸[69]）

### OVA
2015年
- 一拳超人 #00「英雄的道路」（埼玉）
- 噬血狂襲 女武神的王國篇 後篇（威瑞斯·亞拉達爾）
- 一拳超人 #01「過於鬼祟接近的影子」（埼玉）

2016年
- 一拳超人 #02「話太多的弟子」（埼玉）
- 一拳超人 #03「太過彆扭的忍者」（埼玉）
- 一拳超人 #04「太過強硬的邦古」（埼玉）
- 一拳超人 #05「有着太多故事的姐妹」（埼玉）
- 亞人「中村慎也事件」（浩樹）
- 一拳超人 #06「過於不可能的殺人事件」（埼玉）

2019年
- 一拳超人 第2期 OVA（埼玉）

2021年
- 輝夜姬想讓人告白？～天才們的戀愛頭腦戰～（白銀御行）※隨漫畫第22卷OVA同梱版發行
- Fate/Grand Carnival（阿基里斯）

### 網路動畫
2011年
- 武裝中學生（吉野智）

2015年
- 怪物彈珠（守門員男子#11）

2017年
- 夢王國與沉睡中的100位王子殿下 短篇動畫（维迪）
- 怪物彈珠（日本武尊）

2018年
- A.I.C.O. -Incarnation-（相模芳彥）

2020年
- 超级七龙珠群雄（破坏神狂战士/）

2022年
- 風都偵探（照井龍）

2023年
- 帕底亞的課後時光（派帕）
- 關於我轉生變成史萊姆這檔事 柯里烏斯之夢（紅丸）
- 鬼武者（弦齋）

2024年
- 雀魂 KANG！！（A-37）

2025年
- BULLET/BULLET（バレル）
- 終末的女武神III（尼古拉·特斯拉）

### 遊戲
2009年
- 黃金之絆（サディアス）※專門学校時期

2012年
- 十三支演義 〜偃月三国傳〜
- 葬送鬼レギナルト（レギナルト・アーベライン）

2013年
- 靈裝戰士（斯寧·戈兹哈特）
- 召喚夜想曲5
- 妖精劍士f

2014年
- 青春紀行 耀眼回憶（多田万里）
- 精靈使的劍舞 DayDreamDuel（風早神人）
- 碧藍幻想（ユーリ）
- 第3次超級機械人大戰Z
- 排球少年!! 連起來!頂峯的景色!!（金田一勇太郎）
- 壁櫥王子（神美怜櫻）

2015年
- 刀劍亂舞（大俱利伽羅）
- Prince of Stride（真鳥竣、相良潔）
- 夢王國與沉睡中的100位王子殿下(威迪、虎克【台版限定】)
- 解放男友（佑）
- 灰姑娘與100億圓的王子大人（古萊武·菲力克斯）
- 創作愛麗絲與王子殿下!（真壁愁人）
- 月野樂園（神樂坂宗司）
- 不思議編年史 直到勝利也為止也不回頭（キタン）
- BRAVELY ARCHIVE（ユリアン）
- 弧光之源 無限（ジールォ）
- 大正×愛麗絲

2016年
- 祝姬（煤拂凉/睦）
- 偶像大師 SideM（阿斯蘭·別西卜II世）
- 美男革命◆愛麗絲與戀之魔法（凱爾＝艾修）
- IDOLiSH7（岡崎凜人）
- 一血卍傑-ONLINE-（元興寺）
- 怪盗夜想曲（遠山金士郎）
- 鏡界之白雪（古来綴）
- 格林筆記（風切草之庵、白騎士、駒若夜叉）
- シルヴァリオ ヴェンデッタ -Verse of Orpheus-（アスラ・ザ・デッドエンド）
- 真・三國無雙 英傑傳（雷斌）
- 新撰組所愛之女（齋藤一）
- スチームプリズン（アダージュ）
- 龍 \之谷R（グリゴリー）
- ドラゴンボール ゼノバース2（タイムパトローラー）
- 排球少年!! 混隊對決!（金田一勇太郎）
- 灰鷹之迷幻（路伽斯）
- 王與異界騎士（林洛、展昭、賽門、傑洛）
- 遊☆戲☆王 最強卡牌對決!（DARK黑田）
- 歡迎光臨渡假村 總經理戀愛了（萊·河崎）
- 夢色CAST（黒木崚介）
- 新楓之谷（龍魔導士）

2017年
- 在茜色的世界中與君詠唱（物部守屋）
- 地下城與勇士（鬼劍士〈男〉）
- 亞爾斯蘭戰記 戰士的資格（沙軒）
- 調酒王子（翡翠迷霧）
- 牽絆前鋒（皆川黑）
- 月野樂園。（神樂坂宗司）
- 偶像大師 SideM LIVE ON ST@GE!（阿斯蘭·別西卜II世）
- StarRevo☆彡 88星座的偶像革命（劍未央）

2018年
- D×２ 真・女神轉生　Liberation（福本和史）
- 聲活（如月修人）
- 千銃士（馬哈茂德）
- 動物偶像（十郷理）
- 塗鴉大戰（政宗）
- CharadeManiacs（陀宰鳴）
- Fate/Grand Order（阿基里斯）
- 洛克人11 命運的齒輪！！（熔絲人）
- IDOL FANTASY（星野蓮）
- On Air！（雛瀬碧鳥）
- 地底交響曲（拉斯）
- 世紀末時光（天霧葵）
- 祈願之天秤（ブラッド・ライト）
- 雖很突然，在異世界成為正義的伙伴了（エディ）
- DREAM!ing 夢中偶像（花房柳）
- Wiz;Alice（オルガ）
- SHOW BY ROCK!!（リカオ）
- 關於我轉生變成史萊姆這檔事 魔國聯邦創世記（紅丸）

2019年
- 快感指令 CLIMAX -NEXT GENERATION-（シド＝ヴィシャス）
- 侍魂（德川慶寅）
- 聖火降魔錄 風花雪月（希爾凡・喬瑟・戈迪耶）
- 舞動高手!!! - Boys, be DANCING! - （源光國）
- 英雄樂園（那智冬彌）
- THE KING OF FIGHTERS for GIRLS（ヨミ）
- SD高達 GGENERATION CROSSRAYS（ビトー、マイキャラクターボイス〈男性04〉）
- 格差天堂（仙崎鴨）
- Project NOAH（エドガー・フェザーストン）
- 七騎士（アラン）
- 最終幻想勇氣啟示錄：幻影戰爭（セヴェロ）
- 食之契約（關東煮、椒鹽皮皮蝦）

2020年
- 超異域公主連結☆Re:Dive!（ゼーン）
- ONE PUNCH MAN A HERO NOBODY KNOWS（埼玉）
- 我的英雄學院 唯我正義2（肉倉精児）
- キューピット・パラサイト（アラン・メルヴィル）
- ビルシャナ戦姫 〜源平飛花夢想〜（源頼朝）
- 恋とプロデューサー〜EVOLxLOVE〜（ショウ）
- 東京ディバンカー（美竹匠）
- 超级七龙珠群雄（破坏神狂战士/）
- 聖火降魔錄 英雄雲集（希爾凡・喬瑟・戈迪耶）

2021年
- 食物语（東璧龍珠）
- 月姬 -A piece of blue glass moon-（乾有彥）
- 雀魂麻將 (A-37、瀧川夏彥)
- 白夜極光（卡戎）

2022年
- 熱血硬派國夫君外傳 熱血少女2（國夫）
- 刀劍亂舞無雙（大俱利伽罗）
- 魔法禁书目录 幻想收束（斑目健治）

2023年
- 无期迷途（李维）
- 崩坏：星穹铁道（杰帕德）

2024年
- 寶可夢大師（派帕）

2025年
- 優米雅的鍊金工房 ～追憶之鍊金術士與幻創之地～（維克多）

時期未定
- BLACK STELLA （赤阪湊人）
- 惡魔王子與提線木偶（Espada）
- 二重螺旋（奧特塞德）

### 廣播劇CD
- 青春紀行 廣播劇CD（2013年，多田万里[89]）
- じみちょす のうそん部顛末記（2013年，宮川旭希彦[90]）

### 電台
- TV動畫「青春紀行」Web電台 慎・界人的呼呼時光（Animate TV[91]：2013年10月4日 - 2014年3月21日）
- 一拳超人 行使正義 認真廣播（2015年 - 2016年、HiBiKi Radio Station※）[92]
- MAN TWO MONTH RADIO 古川慎的悠閒時光（2016年、AG-ON※・超!A&G+※）
- 山下誠一郎・古川慎之橘色2人（2016年 、Radio大阪・Radital※）[93]
- 什麼都是英雄!肉膾與麻婆（2016年 - 、ニコニコ動画シーサイドチャンネル※）[94]
- Fate/Apocrypha Radio トゥリファス！（2017年 - 、音泉※・テレビアニメ公式サイト※）

### BLCD
- GELATERIA SUPERNOVA（kio/政田直規[95]）
- Given 被贈與的未來1-5&Cheri+2016冬付錄（上之山立夏[96]）
- Links（龜田葵[97]）
- SecondSecret ドラマCD ～Baby's lots of Love～(泉)
- SecondSecret ドラマCD ～Bump of Lovers～(泉)
- 不道德三角戀 Case.2 NTR・三角戀 （樋口カンナ[98]）
- ABO系BLドラマCD 私立Omega学園 虛偽的小提琴家編（吾妻椋[99]）
- ササクレ・メモリアル（三田悠介[100]）
- はきだめと鶴（岡崎準太[101]）
- 方言男友與合租房間!～熊本男子編～（高宗勇人）
- 情色小說家（久住春彦[102]）
- 外出危機（桜井幹[103]）
- 玉響（學生）
- 用那樣的眼神看我吧（大和御門[104]）
- 再一次，無論多少次。（相馬[105]）
- 你聽到了嗎?（井田拓真[106]）
- 狂い鳴くのは僕の番（高羽慧介[107]）
- 彼らの恋の行方をただひたすらに見守るCD「男子高校生、はじめての」4 親友の交際を全力で阻止する方法（椎堂真史[108]）
  - 彼らの恋の行方をただひたすらに見守るCD after Disc 2nd.～GIFT～（椎堂真史）
- 爸爸的暗殺者: 龍之介遠走高飛（龍之介[109]）
- 成為一家人吧（和馬[110]）
- 晚安，明天見（荒野朔太郎[111]）
- 喜歡的留到最後享用（滝浪蓮太郎[112]）
- 無意識的戀愛因子（神崎駿[113]）
- 愛犬Honey（池松賢太郎[114]）
- 新妻君與新夫君（新妻さとし[115]）
- 僕らの恋と青春のすべて case：02 同級生の僕ら（小田島光秀[116]）
- 糖果色的戀愛反論3（笠井）
- 聽見向陽之聲（杉原航平）
  - 聽見向陽之聲[117]
  - 聽見向陽之聲-幸福論- [118]
- 再見本壘系列（伊藤要祐）
  - 迷你廣播劇CD　加筆部分〝蜜月期〟
  - 廣播劇CD『改變世界』
- 簡易的パーバートロマンス 1（鹿嶋幸）
- いつかの恋と夏の果て（深原一夏）

## 來源
1. ↑  . 聲優グランプリ (主婦之友社). 2013-10-10, (2013年11月號): 56-57.
2. ↑  . 東京電視台 靈裝戰士.   [2013-08-02]. （原始内容存档于2013-09-10）.
3. ↑  . 動畫官網.   [2013-08-06]. （原始内容存档于2013-09-28）.
4. ↑  . TV動畫『精靈使的劍舞』官網.   [2014-03-22]. （原始内容存档于2018-12-16）.
5. ↑  .   [2015-04-06]. （原始内容存档于2015-08-01）.
6. ↑  . アニメ「ちるらん にぶんの壱」公式サイト.   [2016-11-25]. （原始内容存档于2016-11-25）.
7. ↑  . 電視動畫「千銃士」官方網站.   [2018-07-17]. （原始内容存档于2018-06-14）.
8. ↑  . 電視動畫「BANANA FISH」官方網站.   [2018-05-25]. （原始内容存档于2021-01-28）.
9. ↑  . 電視動畫「關於我轉生變成史萊姆這檔事」官方網站.   [2018-06-08]. （原始内容存档于2019-03-18）.
10. ↑  . 電視動畫「輝夜姬想讓人告白~天才們的戀愛頭腦戰~」官方網站.   [2018-10-26]. （原始内容存档于2018-12-07）.
11. 1 2  . 電視動畫「一弦定音！」官方網站.   [2019-02-04]. （原始内容存档于2019-01-22）.
12. ↑  . 電視動畫「魔法水果籃」官方網站.   [2019-01-18]. （原始内容存档于2020-06-12）.
13. ↑  . 電視動畫「炎炎消防隊」電視台官網.   [2020年5月29日]. （原始内容存档于2020年10月31日） （日语）.
14. ↑  . Comic Natalie. 2022-01-07  [2022-01-07]. （原始内容存档于2022-01-07） （日语）.
15. ↑  . Comic Natalie. 2022-02-09  [2022-02-09]. （原始内容存档于2022-02-21） （日语）.
16. ↑  . 電視動畫《青之蘆葦》官方網站.   [2022-02-28]. （原始内容存档于2022-02-13） （日语）.
17. ↑  . Comic Natalie. 2022-09-04  [2022-09-04]. （原始内容存档于2022-09-29） （日语）.
18. ↑  . Comic Natalie. 2022-09-11  [2022-09-11]. （原始内容存档于2022-11-05） （日语）.
19. ↑  . Comic Natalie. 2022-03-04  [2022-03-04]. （原始内容存档于2022-03-05） （日语）.
20. ↑  . Comic Natalie. 2022-12-09  [2022-12-09]. （原始内容存档于2022-12-09） （日语）.
21. ↑  . Comic Natalie. 2023-03-26  [2023-03-26]. （原始内容存档于2023-04-01） （日语）.
22. ↑  . Comic Natalie. 2022-12-18  [2022-12-18]. （原始内容存档于2022-12-22） （日语）.
23. ↑  . Comic Natalie. 2022-12-01  [2022-12-01]. （原始内容存档于2022-12-01） （日语）.
24. ↑  . Comic Natalie. 2022-09-16  [2022-09-16]. （原始内容存档于2022-09-16） （日语）.
25. ↑  . 《地獄樂》官方網站. 2023-03-17  [2023-03-20] （日语）.
26. ↑  . Comic Natalie. 2023-02-24  [2023-02-24]. （原始内容存档于2023-02-25） （日语）.
27. ↑  . Comic Natalie. 2023-08-04  [2023-08-04]. （原始内容存档于2023-11-24） （日语）.
28. ↑  . Comic Natalie. 2023-06-11  [2023-06-11]. （原始内容存档于2023-06-12） （日语）.
29. ↑  . Comic Natalie. 2023-08-22  [2023-08-22]. （原始内容存档于2023-08-25） （日语）.
30. ↑  . Comic Natalie. 2023-10-04  [2023-10-04]. （原始内容存档于2023-10-09） （日语）.
31. ↑  . Comic Natalie. 2023-09-08  [2023-09-08]. （原始内容存档于2023-10-17） （日语）.
32. ↑  . Comic Natalie. 2023-12-15  [2023-12-15]. （原始内容存档于2023-12-14） （日语）.
33. ↑  . Comic Natalie. 2023-07-04  [2023-07-04]. （原始内容存档于2023-07-05） （日语）.
34. ↑  . Comic Natalie. 2023-10-13  [2023-10-13]. （原始内容存档于2023-10-18） （日语）.
35. ↑  . Comic Natalie. 2023-11-24  [2023-11-24]. （原始内容存档于2023-11-29） （日语）.
36. ↑  . Comic Natalie. 2024-02-12  [2024-02-12]. （原始内容存档于2024-02-13） （日语）.
37. ↑  . Comic Natalie. 2023-12-24  [2023-12-24]. （原始内容存档于2023-12-26） （日语）.
38. ↑  . Comic Natalie. 2023-09-19  [2023-09-19]. （原始内容存档于2023-09-29） （日语）.
39. ↑  . MANTANWEB. 2023-12-16  [2023-12-16]. （原始内容存档于2023-12-18） （日语）.
40. ↑  . Comic Natalie. 2024-05-16  [2024-05-16]. （原始内容存档于2024-07-01） （日语）.
41. ↑  . Comic Natalie. 2024-02-26  [2024-02-26]. （原始内容存档于2024-06-07） （日语）.
42. ↑  . Comic Natalie. 2024-06-07  [2024-06-07]. （原始内容存档于2024-06-07） （日语）.
43. ↑  . Comic Natalie. 2024-03-18  [2024-03-18]. （原始内容存档于2024-03-18） （日语）.
44. ↑  . Comic Natalie. 2024-06-24  [2024-06-24]. （原始内容存档于2024-06-26） （日语）.
45. ↑  . Comic Natalie. 2023-12-17  [2023-12-17]. （原始内容存档于2023-12-20） （日语）.
46. ↑  . 電視動畫《重啟人生的千金小姐正在攻略龍帝陛下》官方網站. 2024-09-09  [2024-09-09]. （原始内容存档于2024-09-09） （日语）.
47. ↑  . Comic Natalie. 2024-09-16  [2024-09-16] （日语）.
48. ↑  . Comic Natalie. 2024-11-14  [2024-11-14]. （原始内容存档于2024-11-27） （日语）.
49. ↑  . Comic Natalie. 2024-12-12  [2024-12-12]. （原始内容存档于2024-12-13） （日语）.
50. ↑  . Comic Natalie. 2024-12-09  [2024-12-09]. （原始内容存档于2024-12-19） （日语）.
51. ↑  . moca-news. 2025-03-06  [2025-03-06] （日语）.
52. ↑  . Comic Natalie. 2024-10-19  [2024-10-19] （日语）.
53. ↑  . Comic Natalie. 2025-02-25  [2025-02-25]. （原始内容存档于2025-02-25） （日语）.
54. ↑  . Comic Natalie. 2024-07-07  [2024-07-07]. （原始内容存档于2024-07-10） （日语）.
55. ↑  . Comic Natalie. 2025-03-23  [2025-03-23]. （原始内容存档于2025-03-23） （日语）.
56. ↑  . Comic Natalie. 2024-03-01  [2024-03-01]. （原始内容存档于2024-03-05） （日语）.
57. ↑  . Comic Natalie. 2024-11-28  [2024-11-28]. （原始内容存档于2024-12-18） （日语）.
58. ↑  . Comic Natalie. 2025-05-05  [2025-05-05] （日语）.
59. ↑  . Comic Natalie. 2025-07-06  [2025-07-06] （日语）.
60. ↑  . Comic Natalie. 2025-07-19  [2025-07-19] （日语）.
61. ↑  . アニメミライ.   [2013-12-03]. （原始内容存档于2013-12-10）.
62. ↑  . Comic Natalie. 2021-12-22  [2021-12-22]. （原始内容存档于2021-12-23） （日语）.
63. ↑  . Comic Natalie. 2022-07-14  [2022-07-14] （日语）.
64. ↑  . Comic Natalie. 2023-12-18  [2023-12-18]. （原始内容存档于2023-12-21） （日语）.
65. ↑  . Comic Natalie. 2024-06-30  [2024-06-30]. （原始内容存档于2024-07-01） （日语）.
66. ↑  . Comic Natalie. 2024-03-24  [2024-03-24]. （原始内容存档于2024-04-18） （日语）.
67. ↑  . Comic Natalie. 2025-01-13  [2025-01-13] （日语）.
68. ↑  . Comic Natalie. 2025-04-11  [2025-04-11] （日语）.
69. ↑  . Comic Natalie. 2025-07-15  [2025-07-15] （日语）.
70. ↑  . Comic Natalie. 2022-02-26  [2022-02-26]. （原始内容存档于2022-03-07） （日语）.
71. ↑  . Comic Natalie. 2023-09-06  [2023-09-06]. （原始内容存档于2023-11-24） （日语）.
72. ↑  . Comic Natalie. 2023-09-27  [2023-09-27]. （原始内容存档于2023-09-30） （日语）.
73. ↑  . Comic Natalie. 2023-09-20  [2023-09-20] （日语）.
74. ↑  . Fami通. 2024-01-06  [2024-01-06]. （原始内容存档于2024-01-18） （日语）.
75. ↑  . Comic Natalie. 2025-03-19  [2025-03-19] （日语）.
76. ↑  . Comic Natalie. 2025-07-07  [2025-07-07] （日语）.
77. ↑  . ocelot.   [2013-07-03]. （原始内容存档于2020-05-07）.
78. ↑  . CAPCOM.   [2013-07-03]. （原始内容存档于2013-07-09）.
79. ↑  . PS Vita平台遊戲「青春紀行 Vivid Memories」官網.   [2013-12-12]. （原始内容存档于2016-03-12）.
80. ↑  . 「新楓之谷」官方網站.   [2016年9月5日]. （原始内容存档于2016年8月31日） （日语）.
81. ↑  . THE KING OF FIGHTERS for GIRLS.   [2019-06-14]. （原始内容存档于2021-02-22）.
82. ↑  . SQUARE ENIX.   [2019-12-10]. （原始内容存档于2020-10-28）.
83. ↑  . ONE PUNCH MAN A HERO NOBODY KNOWS. 万代南梦宫娱乐.   [2019-07-12]. （原始内容存档于2021-01-28）.
84. ↑  . 僕のヒーローアカデミア One's Justice 2. 万代南梦宫娱乐.   [2020-02-28]. （原始内容存档于2020-02-17）.
85. ↑  . キューピット・パラサイト. オトメイト.   [2020-03-28]. （原始内容存档于2020-10-24）.
86. ↑  . ビルシャナ戦姫 〜源平飛花夢想〜. オトメイト.   [2020-04-24]. （原始内容存档于2020-12-05）.
87. ↑  . 亞克系統.   [2022-12-06]. （原始内容存档于2022-12-06）.
88. ↑  . BLACK STELLA -ブラックステラ- 公式サイト.   [2019-04-15]. （原始内容存档于2020-09-25）.
89. ↑  . 電撃屋.   [2013-10-01]. （原始内容存档于2014-07-02）.
90. ↑  . まじごえっ!.   [2013-08-06]. （原始内容存档于2013-10-04）.
91. ↑  . アニメイトTV.   [2013-10-01]. （原始内容存档于2013-10-03）.
92. ↑  . 響 - HiBiKi Radio Station -.   [2015-10-30]. （原始内容存档于2021-12-10）.
93. ↑  . TVアニメ「orange」公式サイト. 2016-06-17  [2016-06-19]. （原始内容存档于2020-05-07）.
94. ↑  .   [2016-06-29]. （原始内容存档于2017-09-25）.
95. ↑  . MARINE ENTERTAINMENT.   [2016-12-01]. （原始内容存档于2020-08-15）.
96. ↑  . CROWN WORKS.   [2016-12-01]. （原始内容存档于2021-01-14）.
97. ↑  . movin★on.   [2016-12-01]. （原始内容存档于2020-05-07）.
98. ↑  . モラトラInfo.   [2016-12-01]. （原始内容存档于2020-05-07）.
99. ↑  . 花梨シャノアール オメガ.   [2016-12-01]. （原始内容存档于2021-01-14）.
100. ↑  . CROWN WORKS.   [2017-05-30]. （原始内容存档于2021-01-02）.
101. ↑  . Fifth Avenue.   [2016-12-01]. （原始内容存档于2020-11-07）.
102. ↑  . CROWN WORKS.   [2016-12-01]. （原始内容存档于2021-01-14）.
103. ↑  . MARINE ENTERTAINMENT.   [2016-12-01]. （原始内容存档于2020-11-01）.
104. ↑  . Fifth Avenue.   [2016-12-01]. （原始内容存档于2021-01-15）.
105. ↑  . Fifth Avenue.   [2016-12-01]. （原始内容存档于2020-10-31）.
106. ↑  . Fifth Avenue.   [2016-12-01]. （原始内容存档于2020-05-07）.
107. ↑  . Fifth Avenue.   [2017-05-30]. （原始内容存档于2020-10-31）.
108. ↑  . Ginger Records.   [2016-12-01]. （原始内容存档于2019-10-02）.
109. ↑  . Fifth Avenue.   [2016-12-01]. （原始内容存档于2020-05-07）.
110. ↑  . Fifth Avenue.   [2017-05-30].[永久]
111. ↑  . Ginger Records.   [2016-12-01]. （原始内容存档于2020-05-07）.
112. ↑  . CROWN WORKS.   [2017-05-30]. （原始内容存档于2020-11-13）.
113. ↑  . CROWN WORKS.   [2016-12-01]. （原始内容存档于2021-01-14）.
114. ↑  . Montblanc Records.   [2017-05-30].
115. ↑  . Fifth Avenue.   [2016-12-01]. （原始内容存档于2020-11-03）.
116. ↑  . 僕らの恋と青春のすべて.   [2016-12-01]. （原始内容存档于2020-05-07）.
117. ↑  . Fifth Avenue.   [2016-12-01]. （原始内容存档于2020-11-26）.
118. ↑  . Fifth Avenue.   [2017-05-30]. （原始内容存档于2021-02-02）.

## 外部連結
- 古川慎Twitter （页面存档备份，存于）
- （日語）Lantis個人頁面 （页面存档备份，存于）
- （日語）TOY'S FACTORY個人頁面 （页面存档备份，存于）
- （日語）古川慎個人博客「マコトが贈る、まことんコト！」（页面存档备份，存于）